# Tierschutzrecht
Tierschutzrecht umfasst Rechtsprechung und Gesetze zu Tierschutzfragen. Sie wurden in vielen Ländern erlassen, um Tiere, insbesondere Wirbeltiere wie Haus- und Nutztiere vor Tierquälerei und Missbrauch durch Menschen zu schützen und den Umgang mit Tieren, die Tierhaltung und -nutzung, den Tierschutz sowie Tierversuche zu regeln. Internationale Regelungen umfassen insbesondere den Handel mit lebenden Tieren und Tierprodukten unter der Maßgabe des Artenschutzes.
In den letzten Jahren wurden die Tierschutzgesetze in den meisten Ländern der Europäischen Union und ihrer Nachbarländer verschärft. In Spanien ist ein einheitliches Tierschutzgesetz geplant, aber noch nicht erlassen. In China und Indien gibt es nur geringe oder keine Regelungen zum Tierschutzrecht.

## Geschichte
Bereits im Alten Testament finden sich Hinweise und rechtliche Vorgaben zur Verantwortung und schonenden Umgang mit Mitgeschöpfen. Auch im Reich des nordindischen Kaisers Ashoka (272 v. Chr. – 232 v. Chr.) war die Stellung der Tiere bereits gesetzlich geregelt. Ein frühes neuzeitliches Tierschutzgesetz trat im Jahre 1502 unter Sultan Bayezid II. in Istanbul in Kraft. Es wurde unter Strafe gestellt, wenn Nutztiere wie Pferde und Esel nicht richtig behandelt wurden beziehungsweise unter Qualen arbeiten mussten. Dazu zählte auch, dass die Tiere entsprechendes Geschirr und Sattel tragen mussten.
Die EG-Richtlinie 86/609/EWG regelt seit 1986 den Umgang mit Versuchstieren. In dieser Richtlinie ist festgelegt, dass Versuchstiere artgerecht gehalten werden müssen. Die Richtlinie wurde von den Mitgliedsstaaten in nationale Gesetze umgesetzt.

## Situation in Deutschland

### Kaiserreich und Nationalsozialismus
In Deutschland wurde im Reichsstrafgesetzbuch vom 15. Mai 1871 (§ 360 Nr. 13) als Übertretung mit Strafe bedroht, wer „öffentlich oder in Ärgernis erregender Weise Tiere boshaft quält oder misshandelt.“ Geschützt wurde also das Empfinden der Menschen, weswegen man von einem anthropozentrischen Tierschutz spricht.
Im Kaiserreich forderte eine Vielzahl von Initiativen und Gruppen eine weitere Verstärkung des Tierschutzes und insbesondere auch eines Verbots der Vivisektion. Ein prominentes Mitglied wie Richard Wagner forderte in seinen letzten Lebensjahren nicht nur eine Abschaffung von Tierversuchen, die ihm zutiefst verdammenswert erschienen, sondern ebenso vehement eine Abkehr vom Fleischverzehr.
Für die Nationalsozialisten war der Tierschutz ein ideologisch willkommenes Thema – auch weil Pelzhändler wie praktische und akademische Mediziner und Biologen vielfach Juden waren und mit Tierschutzargumentationen nicht nur deren berufliche Existenz in Frage gestellt, sondern über das Verbot des religiös bedingten Schächtens hinaus auch ihr kulturelles Leben unter Druck gesetzt werden konnte. Nach der Machtübernahme 1933 wurden Vorarbeiten zu einem Tierschutzgesetz aus der Weimarer Republik wieder aufgenommen. Bereits ab dem 1. April 1933 wurde unter Innenminister Wilhelm Frick und mit intensiver Mitarbeit der Tierschutzverbände an einem Tierschutzgesetz gearbeitet, welches das Leiden des Tieres und nicht mehr dessen öffentliche Wirkung in den Mittelpunkt stellte.
Der durch ein Gesetz zur Abänderung strafrechtlicher Vorschriften vom 26. Mai 1933 eingefügte § 145b StGB bestrafte das rohe Misshandeln sowie das absichtliche Quälen von Tieren mit Gefängnis bis zu sechs Monaten oder Geldstrafe. Diese Strafvorschrift wurde in § 1 des am 24. November 1933 erlassene Reichstierschutzgesetz übernommen und verschärft. Anknüpfend an eine „gefühllose Gesinnung“ betrug der Strafrahmen jetzt Gefängnis bis zu zwei Jahren und Geldstrafe oder eine von beiden Strafen. Das Tierschutzgesetz enthielt außerdem Vorschriften zum Schutz von Heim- und Nutztieren im Hinblick auf Haltung, Pflege, Unterbringung, Tötung und Verzehr, führte eine Erlaubnispflicht für Tierversuche ein und eine Liste von Straftatbeständen bei Verstößen gegen die tierschutzrechtlichen Bestimmungen. Damit wurde es international als fortschrittlich anerkannt.
Ein Verbot des rituellen Schächtens wurde am 21. April 1933 durch das Gesetz über das Schlachten von Tieren eingeführt. Unter vermeintlich zivilisatorischen Vorzeichen bediente es antisemitische Ressentiments und schränkte religiöse Freiheiten der Juden erheblich ein.
Am 16. August 1933, über drei Monate vor Erlass des Reichstierschutzgesetzes, hatte Hermann Göring in seiner Funktion als preußischer Ministerpräsident die „Vivisektion an Tieren aller Art für das gesamte preußische Staatsgebiet“ per Erlass als verboten erklärt. Die gleichzeitige Androhung von Lagerhaft für Tierquälerei im Rahmen einer Radioansprache war eine der ersten öffentlichen Erwähnungen der Konzentrationslager.
Die nationalsozialistische Tierschutzgesetzgebung stand nicht im Gegensatz zu den massenhaft durchgeführten Menschenversuchen in nationalsozialistischen Konzentrationslagern, die später Gegenstand des Nürnberger Ärzteprozesses wurden, genauso wenig wie dem nationalsozialistischen Krankenmord oder dem Holocaust. Der nationalsozialistische Tierschutzgedanke implizierte eine radikale Verschiebung innerhalb der Mensch-Tier-Hierarchie, ausgewählten Tieren wurden als ideologischer Bestandteil einer „arisch-naturverbundenen Volksgemeinschaft“ Schutz gewährt, außerhalb dieser stehenden Menschen wurde dieser verwehrt.
Auf den Punkt brachte diese Einstellung Heinrich Himmler bei seiner Posener Rede am 4. Oktober 1943:

Ob bei dem Bau eines Panzergrabens 10.000 russische Weiber an Entkräftung umfallen oder nicht, interessiert mich nur insoweit, als der Panzergraben für Deutschland fertig wird. (…) Wir Deutsche, die wir als einzige auf der Welt eine anständige Einstellung zum Tier haben, werden ja auch zu diesen Menschentieren eine anständige Einstellung einnehmen, aber es ist ein Verbrechen gegen unser eigenes Blut, uns um sie Sorge zu machen…

### Nach dem Zweiten Weltkrieg

#### Gesetzliche Regelungen
Die DDR führte den § 145b StGB (vgl. oben) wieder ein. Ab 1968 war Tierquälerei in § 250 Strafgesetzbuch (DDR) geregelt, leichtere Fälle konnten als Ordnungswidrigkeit geahndet werden.
Die Tierschutzgesetze aus dem Dritten Reich galten in der Bundesrepublik Deutschland als vorkonstitutionelles Recht fort, wurden aber bis heute durch neu erlassene Gesetze substituiert. So wurde am 24. Juli 1972 ein neues Tierschutzgesetz erlassen. Zudem wird der Tierschutz durch landesrechtliche Bestimmungen geregelt.
In dem 1990 durch das TierVerbG eingefügten § 90a BGB wird ausdrücklich festgestellt, dass Tiere keine Sachen sind. Allerdings sind auf sie grundsätzlich die für Sachen geltenden Vorschriften entsprechend anzuwenden. Helmut Heinrichs beschreibt den Paragraphen daher als eine „gefühlige Deklamation ohne wirklichen rechtlichen Inhalt“. Othmar Jauernig hebt insbesondere die Inhaltslosigkeit von § 90a Satz 2 BGB hervor und weist darauf hin, dass dessen Banalität von § 903 Satz 2 BGB sogar noch übertroffen würde.
Zum 1. August 2002 wurde zusätzlich zum Schutz der natürlichen Lebensgrundlagen auch das Staatsziel Tierschutz ausdrücklich in Artikel 20a des Grundgesetzes für die Bundesrepublik Deutschland verankert. Art. 20a GG lautet seitdem:

„Der Staat schützt auch in Verantwortung für die künftigen Generationen die natürlichen Lebensgrundlagen und die Tiere im Rahmen der verfassungsmäßigen Ordnung durch die Gesetzgebung und nach Maßgabe von Gesetz und Recht durch die vollziehende Gewalt und die Rechtsprechung.“

Anlass war das Urteil des Bundesverfassungsgerichts vom 15. Januar 2002 wonach das Tierschutzgesetz mit Blick auf die verfassungsrechtlich geschützte Religionsfreiheit so auszulegen sei, „dass muslimische Metzger eine Ausnahmegenehmigung für das Schächten erhalten können.“ Nachdem es noch 1993 keine parlamentarische Mehrheit zur Verankerung des Tierschutzes im Grundgesetz gegeben hatte, kam diese sodann mit Wirkung zum 1. August 2002 zustande.
Der Tierschutz ist gemäß Art. 74 Abs. 1 Nr. 20 GG ein Rechtsbereich der konkurrierenden Gesetzgebung.

#### Durchführung des Tierschutzgesetzes
Die Durchführung des Tierschutzgesetzes und der auf dessen Grundlage erlassenen Verordnungen ist Sache der Länder, die damit in der Regel die Kreisverwaltungsbehörden (d. h. Landkreise und kreisfreie Städte) beauftragen und dort Veterinärämter einrichten. Die Genehmigung von Tierversuchen ist hingegen den Mittelbehörden (Bezirksregierungen bzw. Regierungspräsidien) bzw. den Landesministerien übertragen. Diese treffen Beschlüsse durch einfache Mehrheitsentscheidungen und werden dabei durch unabhängige Tierversuchskommissionen unterstützt, die zu zwei Dritteln mit Fachleuten (Veterinär- und Humanmediziner, Biologen etc.), zu einem Drittel durch Vertreter von Tierschutzorganisationen besetzt werden. Zuständig für die Verfolgung von Verstößen gegen Ordnungswidrigkeits- und Straftatbestände des Tierschutzrechts sind außerdem Polizei und Staatsanwaltschaft, die in den Fällen nach der Strafprozessordnung bzw. dem Ordnungswidrigkeitengesetz vorgehen. Einige Bundesländer wie Baden-Württemberg, Hessen, Berlin und das Saarland haben Landestierschutzbeauftragte bestellt, die als Berater und Ansprechpartner fungieren und über keine behördlichen Kompetenzen verfügen. Ermächtigt zum Erlass von Verordnungen aufgrund des Tierschutzgesetzes sind nach § 2a TierSchG nur die Bundesministerien.

## Gesetzlicher Tierschutz in Österreich
Eine Strafvorschrift gegen Tierquälerei ist § 222 Strafgesetzbuch (Vorgänger war von 1971 bis 1974 § 254 Strafgesetz). Seit 2002 gilt es auch als Tierquälerei, ein Tier "mutwillig", also ohne vernünftigen Grund, zu töten. Die Höchststrafe für Tierquälerei wurde zum 1. Jänner 2016 von einem auf zwei Jahre Freiheitsstrafe erhöht.
Von den oben genannten Strafbestimmungen abgesehen war in Österreich der Tierschutz bis zum Ablauf des Jahres 2004 in Gesetzgebung und Vollziehung Ländersache und wurde 2005 nach Art. 11 Abs. 1 Nr. 8 Bundesverfassung zur Bundessache.
Näheres regelt das am 1. Januar 2005 in Kraft getretene Bundesgesetz über den Schutz der Tiere. Zur gleichen Zeit wurden die Tierhaltungsverordnungen eingeführt:
Die 1. Tierhaltungsverordnung regelt die Mindestanforderungen für die Haltung von Pferden und Pferdeartigen, Schweinen, Rindern, Schafen, Ziegen, Schalenwild, Lamas, Kaninchen, Hausgeflügel, Straußen und Nutzfischen, die an diesen Tieren zulässigen Eingriffe sowie Art und Nachweis der Sachkunde von Betreuungspersonen und sonstigen sachkundigen Personen, die Eingriffe vornehmen dürfen.
Die 2. Tierhaltungsverordnung regelt die Haltung von Wirbeltieren, die nicht unter die 1. Tierhaltungsverordnung fallen, über Wildtiere, die besondere Anforderungen an die Haltung stellen und über Wildtierarten, deren Haltung aus Gründen des Tierschutzes verboten ist.
Am 1. Januar 2005 ist das Tierschutzgesetz des Bundes in Kraft getreten. Durch die gleichzeitig mit der Erlassung dieses Gesetzes beschlossene Änderung des Art. 11 B-VG wurde die Gesetzgebungskompetenz zum Bund verlagert. Die Vollziehung der tierschutzrechtlichen Normen bleibt jedoch weiter Aufgabe der Länder. Der Bund hat sich verschiedene Kontrollrechte vorbehalten (Einschaurecht, Berichtspflicht der Länder etc.). Behörde I. Instanz sind die Bezirksverwaltungsbehörden. Über Beschwerden entscheidet das Landesverwaltungsgericht. Die Landesregierung ist sachlich in Betracht kommende Oberbehörde, sie hat den Vollzug zu koordinieren, trifft aber selbst keine Sachentscheidungen. Bund, Länder und Gemeinden haben den Tierschutz nach Maßgabe der budgetären Mittel zu fördern. Ein wichtiger Punkt des neuen Gesetzes ist auch die Schaffung einer Tierschutzombudsperson in jedem Bundesland, die die Interessen des Tierschutzes zu vertreten hat. Sie genießt in den behördlichen Verfahren Parteistellung. 
Außerdem existiert seit dem 1. Juli 1974 ein Tierversuchsgesetz, das zuletzt 2012 neu gefasst wurde.

## Gesetzlicher Tierschutz in der Schweiz
Die Schweizer Bundesverfassung erwähnt den Tierschutz in Art. 80 als Aufgabe des Bundes.
In der Schweiz wurde 2005 ein nationales Tierschutzgesetz (TSchG) verabschiedet. Das TSchG ist ein Rahmengesetz, das den rechtlichen Umgang mit Tieren in den Grundzügen regelt. Diese werden insbesondere in der weit umfassenderen und detaillierteren Tierschutzverordnung (TSchV) von 2008 konkretisiert.
Der Vollzug der bundesrechtlichen Tierschutzvorschriften ist Sache der Kantone. Diese sind daher verpflichtet, eigene Ausführungsbestimmungen zu erlassen, soweit dies für die Umsetzung des eidgenössischen Tierschutzrechts notwendig ist. Die entsprechenden Vorschriften finden sich in den kantonalen Tierschutzgesetzen und -verordnungen.
Im Jahre 1992 wurde in die Bundesverfassung außerdem eine Bestimmung über die Kreaturwürde eingefügt. Art. 120 Abs. 2 lautet: Der Bund erlässt Vorschriften über den Umgang mit Keim- und Erbgut von Tieren, Pflanzen und anderen Organismen. Er trägt dabei der Würde der Kreatur sowie der Sicherheit von Mensch, Tier und Umwelt Rechnung und schützt die genetische Vielfalt der Tier- und Pflanzenarten. Der Schutz der Tierwürde hat auch Eingang in das neue Tierschutzgesetz gefunden. So heißt es in Art. 1 TSchG: Zweck dieses Gesetzes ist es, die Würde und das Wohlergehen des Tieres zu schützen. Und Art. 26 Abs. 1 lit. a TSchG lautet: Mit Gefängnis oder mit Busse wird bestraft, wer vorsätzlich ein Tier misshandelt, vernachlässigt, es unnötig überanstrengt oder dessen Würde in anderer Weise missachtet.

## Gesetzlicher Tierschutz in Großbritannien
Umweltminister George Eustice (Kabinett Boris Johnson II) hat im Mai 2021 ein neues verschärftes Tierschutzgesetz angekündigt.

## Gesetzlicher Tierschutz in den USA
Bis zum Jahre 1966 war die wissenschaftliche Verwendung von Tieren in den USA ungeregelt. Am 24. August 1966 beschloss der Senat und das Repräsentantenhaus den Schutz von Versuchstieren. Genannt wurden Hunde, Katzen, Affen, Meerschweinchen, Hamster und Hasen.

## Wissenschaftliche Ausbildung
In Deutschland gibt es keine akademischen Programme speziell zum Tierschutzrecht.
An der Universität Bremen wurde 2022 eine Forschungsstelle für Tier- und Tierschutzrecht unter der Leitung von Sönke Gerhold eingerichtet. Seit dem Sommersemester 2022 werden in Bremen im Rahmen des juristischen Schwerpunktbereichsstudiums auch Lehrveranstaltungen zum Tierschutzrecht angeboten.
In der Schweiz werden einzelne Seminare im Rahmen des Jurastudiums sowie ein Doktorandenprogramm angeboten. Masterstudiengänge gibt es zudem in Edinburgh, in Barcelona sowie in Straßburg. In den USA gehört Tierrecht in den Lehrplänen vieler renommierter Universitäten zum Standardrepertoire, z. B. an der Harvard Law School an der Yale Law School oder in der Columbia Law School. An der Lewis & Clark Law School in Portland, USA, gibt es einen Masterstudiengang zum Tierrecht.